# Sonate pour basson et piano de Hindemith
Pour les articles homonymes, voir Sonate pour basson et piano.
La Sonate pour basson et piano est une œuvre de Paul Hindemith composée en 1938.

## Présentation
La Sonate pour basson et piano d'Hindemith est composée en 1938,,. Le second mouvement est daté du 19 juin 1938 tandis que le premier était achevé le 1er janvier 1938.
Cette sonate pour basson est la plus courte des sonates pour instrument à vent du compositeur. C'est une œuvre « brève, souriante et lyrique, qui exploite davantage les ressources chantantes de l'instrument que son humour ».
La Sonate est créée à Zurich le 6 novembre 1938 par le bassoniste Gustav Steidl et le pianiste Walter Frey.
La partition est publiée à partir de 1939 par Schott.

## Structure
L’œuvre, d'une durée moyenne d'exécution de neuf minutes environ, comprend deux mouvements,, :
1. Leicht bewegt, court mouvement pastoral et expressif, « au thème berceur, empreint de simplicité et de nostalgie[1] » ;
2. Langsam – Marsch – Beschluss, Pastorale, mouvement en plusieurs sections contrastées, qui commence dans une atmosphère lente, emprunte ensuite le chemin d'une petite et amusante marche avec trio pour déboucher enfin sur une coda à l'ambiance pastorale qui établit un lien « avec la berceuse contemplative du début[6] » mais « avec une parenté thématique très mince et très vague, difficile à définir comme relation réelle[3] ».

La tonalité générale de la pièce est si bémol majeur.

## Discographie
- Hindemith : Complete Sonatas for Wind Instruments and Piano, Brilliant Classics, 2021, Luca Franceschelli (basson) et Filippo Farinelli (piano)[7],[8].
- Hindemith : Wind Sonatas, Les Vents Français, Warner Classics, 2021, Gilbert Audin (basson) et Éric Le Sage (piano)[9],[8].